# Kombinirana honvedska pehotna divizija Kornhaber
Kombinirana honvedska pehotna divizija Kornhaber (izvirno nemško Kombinierte Honvéd-Infanterie-Division Kornhaber) je bila pehotna divizija avstro-ogrskega Honveda, ki je bila aktivna med prvo svetovno vojno.

## Poveljstvo
Poveljniki 
- Adolf Kornhaber von Pilis: november 1914 - februar 1915